# 루프트한자 시티라인
루프트한자 시티라인(영어: Lufthansa CityLine)은 독일의 지역 항공사로 본사는 독일 함버그모스에 위치해 있으며 1980년에 설립해 1986년에 취항했다. 또한 사용하고 있는 허브 공항으로 뮌헨 국제공항이 있으며 계열사는 루프트한자가 있다.

## 운항 노선
- 2017년 3월 기준으로 루프트한자 시티라인은 다음과 같은 노선을 운항하고 있다.

## 보유 기종
- 2019년 3월 기준으로 루프트한자 시티라인은 다음과 같은 기종을 보유하고 있다.[1][2]

## 같이 보기
- 루프트한자